# Queens of Noise (singel)
Queens of Noise – singel The Runaways z ich drugiego albumu Queens of Noise.

## Informacje
W utworze śpiewa Joan Jett. Piosenka posiada charakterystyczne brzmienie i solówkę.

Ten utwór jako jedyny nie był pisany przez którąkolwiek członkinię The Runaways lub też ich producenta, lecz przez Billy’ego Bizeau z zespołu The Quick, zespołu będącego również pod opieką menadżerską Kima Fowleya.

Jett powiedziała w jednym z wywiadów, iż tytuł został wzięty z jednej ze zwrotek tekstu piosenki „American Nights”.

Początkowo utwór miała zaśpiewać Cherie Currie, lecz miała zabieg aborcji i w tym czasie nagrano już wokal Jett. Ustalono potem, że na występach na żywo Cherie będzie śpiewała pierwszą zwrotkę, zaś Joan drugą.

## Lista utworów
1. Queens of Noise (3:27)
2. Born To Be Bad (4:29)

## Twórcy
- Cherie Currie – wokal, instrumenty klawiszowe
- Joan Jett – wokal główny, gitara rytmiczna
- Lita Ford – gitara prowadząca
- Jackie Fox – gitara basowa
- Sandy West – perkusja